# 運命'95
『運命'95』（うんめいきゅうじゅうご）は、Melodyの5枚目のシングル。1995年8月19日にポニーキャニオンより発売された。

## 解説
- Kodak「長野オリンピック編」CMソング。
- 雑誌広告掲載時の宣伝コピーは「ホントだってば」。
- PVは表参道カフェ「bamboo」にてカット割り無しの一発撮りで行われた。
- メロン記念日の斉藤瞳が、自身のグループの『シングル「さぁ!恋人になろう」のサビの部分の振り付けがMelodyの曲に似ている』と言ったのは当楽曲「運命'95」のこと。
- カップリングの「フラレタ気分」は、メンバーの望月まゆのアルバム用ソロ曲に収録予定で制作された楽曲。リリース前の春のイベントでは望月のソロで披露された（シングル盤に収録されているのは3人での歌唱によるもの）。
  - 望月には持ち前のリズム感をより発揮できる楽曲「Knock Me 〜あなたを越えたい〜」が用意されたため、「フラレタ気分」は田中・若杉を含めた3人で歌うナンバーとなった。シングル盤収録以降は、ライヴ・イベントのハイライトで必ず披露される盛り上げ系定番曲となる。

## 収録曲
1. 運命'95
  - 作詞: 森若香織、作曲: 黒沢健一、編曲: 新川博
2. フラレタ気分
  - 作詞: 天野滋、作曲: 羽田一郎、編曲: 鈴木雅也
3. 運命'95（オリジナルカラオケ）

## 参加ミュージシャン
- 新川博 -All Instruments（#1、#3）
- 鈴木雅也 - Instruments（#2）
- HISASHI - E.Guitars（#2）
- 平賀和人 - Chorus Arrangement（全曲）
- 田中有紀美・望月まゆ・若杉南 - Chorus Performed（全曲）

## 収録アルバム
1. 運命'95
  - Love Bomb! - シングルversion
  - LOVE THANKS! - シングルversion、ライヴversion
  - fine〜フィーネ〜 - YUKIMI Cute & Wild version、舛井功 Remix version
  - Melody BEST - シングルversion
  - オムニバス盤『まちぶせ～アーティストからの贈りもの』- シングルversion
  - オムニバス盤『Myこれ!クション 秘蔵アイドルユニット16』- シングルversion
  - ミックスCD『申し訳ないとフロム赤坂 アイドルMIX』
2. フラレタ気分
  - fine〜フィーネ〜 - MAYU Rock de hustle version
  - Melody BEST - シングルversion

## カバーしたアーティスト
- 運命'95
  - L⇔R（1995年）- アルバム『Let me Roll it!』に「MAYBE BABY」のタイトルでセルフカバーが収録。作詞は黒沢健一。
  - 悪魔なエンジェル（大沢あかね、中田あすみ、徐桑安、安齊舞）（1999年）-『天才てれびくん』内のユニット。アルバム『天才てれびくんワイド 天てれ大入り袋』『天才てれびくん MTK the BEST I for LOVE』に「運命'99」のタイトルで収録。詞は番組の対象年齢に合わせて手を加えられている。作詞は森若香織。